# Моторный, Иван Сергеевич
Иван Сергеевич Моторный (27 ноября 1927 год, хутор Захлюпанка, Карловский район, Кировоградская область) — передовик производства, слесарь-приборист электролизного цеха № 1  Ангарского электролизного химического комбината Министерства среднего машиностроения СССР, Иркутская область. Герой Социалистического Труда (1966).

## Биография
Родился 27 ноября 1927 в крестьянской семье на хуторе Захлюпанка Карловского района. Получил неполное среднее образование, окончив в 1941 году семилетнюю школу в посёлке Карловка. После начала войны эвакуировался вместе с родителями в город Энгельс Саратовской области, где кончил ФЗО при местном мясокомбинате по специальности «электромонтёр». В 1944 году был призван на военно-морской флот. Окончив школу связистов, служил электросвязистом на Северном флоте.
После демобилизации в 1946 году возвратился в Энгельс и работал электромонтёром на городском мясокомбинате. В 1948 году по комсомольской путёвке переехал в Свердловск-44, где работал на предприятии п/я 318. С 1957 года проживал в Ангарске. Работал электромонтёром, слесарем-прибористом на Ангарском электролизном химическом комбинате. На этом предприятии проработал до выхода на пенсию.
В 1966 году удостоен звания Героя Социалистического Труда «за успехи, достигнутые в выполнении заданий семилетки».
После выхода на пенсию продолжал работать электромонтёром на объектах социальной сферы Ангарского электролизного химического комбината.
Проживает в Ангарске. 

## Награды
- Герой Социалистического Труда — указом Президиума Верховного Совета СССР от 29 июля 1966 года
- Орден Ленина
- Медаль «За победу над Германией в Великой Отечественной войне 1941—1945 гг.»